# 血容量減少
血容量減少、血容量過低、低血容（英語：Hypovolemia），指的是體內血量減少的狀況。它表現在體內血液體積收縮和脫鹽上。嚴重可導致休克，即低血容性休克。

## 原因
常見的血容量減少的原因有：
- 血液減少（例如內外出血或獻血[5]）
- 血漿減少（例如嚴重燒傷）
- 缺鈉或血管內水分減少（例如腹瀉、嘔吐）
- 血管舒張（例如遭到致使神經紊亂的創傷、血管舒縮中樞（英语：Vasomotor center）抑制）

## 外部連結
- CRISP Thesaurus 00004050
- DDB 29217